# IBM 608
Az IBM 608 tranzisztoros számológép – eredeti megnevezésén IBM 608 Transistor Calculator – egy (dugaszolóaljzat-)kapcsolótáblával programozható egység. Ez volt az első elektroncsövek nélküli, tranzisztoros áramköröket használó IBM termék, és úgy tartják, hogy ez a világ első teljesen tranzisztorizált, kereskedelmi piacra gyártott számológépe. 1955 áprilisában jelentették be, 1957 decemberében jelent meg a kereskedelmi forgalomban. 1959 áprilisától kezdve a 608-ast nem hirdették többet és levették a termékpalettáról.

## Történet
Az IBM 608-ban alkalmazott áramkörök fő tervezője Robert A. Henle volt, aki később az emittercsatolt logikájú (ECL) osztályú áramkörök fejlesztését felügyelte. A 608-as fejlesztését megelőzte az IBM 604-es modell egy kísérleti prototípusának elkészítése, teljesen tranzisztoros változatban. Ez a gép ugyan elkészült és 1954 októberében be is mutatták, de kereskedelmi forgalomba nem került.
A tranzisztoros technológia bevezetésének előmozdítása érdekében, röviddel az első IBM 608-as szállítása előtt, ifjabb Thomas Watson úgy rendelkezett, hogy tűzzenek ki egy időpontot, ami után a cég már nem bocsát ki újabb vákuumcsöves terméket. Ez a döntés korlátozta az IBM termékmenedzsereit, akiknek egyébként széles mozgásterük volt a termékek alkatrészeinek kiválasztásában, hogy a tranzisztoros berendezésekre térjenek át. Ennek eredményeképpen, az IBM 650 utódja már tranzisztoros technológiával készült – ez volt az IBM 7070, a cég első tranzisztorizált tárolt programú számítógépe.
A 608-as működésében hasonlított az elektroncsöves IBM 604-hez, amely tíz évvel korábban jelent meg. Bár a 608 sebességben lekörözte közvetlen elődjét, az IBM 607-es modellt 2,5-szörös szorzóval, hamarosan elavult az újabb IBM termékekkel szemben és mindössze csak néhány tucatnyit szállítottak belőle.

## Felépítés
A 608-as több mint 3000 germánium tranzisztort tartalmaz . Jelentős eltérés a sorozatba tartozó előző IBM számológépektől csak a tranzisztorok használatában mutatkozott. 608-as elődjéhez hasonlóan ferritgyűrűs memóriát használt, de programozása még mindig dugaszolóaljzat-mátrixos kapcsolótáblán keresztül történt. A 608 főmemóriája 40 darab kilencjegyű számot tudott tárolni, és 18 számjegyű akkumulátora volt. Sebességét a műveletek számával kifejezve: másodpercenként 4500 összeadást volt képes elvégezni, két kilencjegyű számot tudott összeszorozni, amely 18 jegyű eredményt adott 11 milliszekundum alatt, egy 18 jegyű számot tudott elosztani egy kilencjegyű számmal, melynek eredménye egy kilencjegyű hányados, 13 milliszekundum alatt. A 608-as 80 programlépést tudott tárolni.
A 608-as el volt látva egy 535-ös típusú kártyaolvasó/lyukasztó egységgel, amelynek külön vezérlő kapcsolótáblája volt.

## Fordítás
Ez a szócikk részben vagy egészben  az   IBM 608 című angol Wikipédia-szócikk ezen változatának fordításán alapul.  Az eredeti cikk szerkesztőit annak laptörténete sorolja fel. Ez a jelzés csupán a megfogalmazás eredetét és a szerzői jogokat jelzi, nem szolgál a cikkben szereplő információk forrásmegjelöléseként.